# Кульмагамбетова, Камила Ерлановна
Камила Кульмагамбетова (род. 16 июня 1995 года) — казахстанская футболистка, полузащитница сборной Казахстана по футболу и ЖФК «БИИК-Казыгурт».

## Карьера
Начала карьеру в команде «Окжетпес». В чемпионате Казахстана 2015 года некоторые журналисты обвиняли Кульмагамбетову в нарушении правил КДК.
В 2016 году перешла в «БИИК-Казыгурт». 7 августа 2018 года Кульмагамбетова дебютировала в Лиге чемпионов против «Элпидеса».
С 2012 по 2014 годы играла в молодёжной сборной Казахстана. В целом за молодёжную сборную Кульмагамбетова сыграла 12 матчей и не забила ни одного гола.
17 сентября 2015 года Кульмагамбетова дебютировала в главной сборной в матче против Австрии (0:2). В целом за главную сборную Кульмагамбетова сыграла 13 матчей и не забила ни одного гола.
В составе сборной команды Казахстана участвовала в отборочном турнире к чемпионату мира по футболу 2019.